# Callista
Callista è un genere di molluschi bivalvi della famiglia Veneridae.

## Specie
- Callista brevisiphonata (Carpenter, 1864)
- Callista chione (Linnaeus, 1758)
- Callista eucymata (Dall, 1890)